# Warnow (powiat Nordwestmecklenburg)
Warnow – miejscowość i gmina w Niemczech, w kraju związkowym Meklemburgia-Pomorze Przednie, w powiecie Nordwestmecklenburg, wchodzi w skład Zwi ązku Gmin Grevesmühlen-Land.

## Toponimia
Nazwa pochodzenia słowiańskiego, odosobowa, pierwotna połabska forma *Varnov- znaczy tyle co „gród Varny”.